# Ранчо ел Кармен Прогресо (Метепек)
Ранчо ел Кармен Прогресо (шп. Rancho el Carmen Progreso) насеље је у Мексику у савезној држави Мексико у општини Метепек. Насеље се налази на надморској висини од 2665 м.

## Становништво
Према подацима из 2010. године у насељу је живело 6 становника.

### Хронологија
| Година       | 2000         | 2005         | 2010 |
| ------------ | ------------ | ------------ | ---- |
| Становништво | 64 (32 / 32) | 98 (53 / 45) | 6    |

### Попис
| # | Индикатор                     | Вредност |
| - | ----------------------------- | -------- |
| 1 | Укупно домаћинстава           | 1        |
| 2 | Укупно насељених домаћинстава | 1        |
| 3 | Величина локације             | 1        |